# Alsógagy, Borsod-Abaúj-Zemplén
Alsógagy este un sat în districtul Encs, județul Borsod-Abaúj-Zemplén, Ungaria, având o populație de 107 locuitori (2011). 

## Demografie
Componența etnică a satului Alsógagy
     Maghiari (100%)
Componența confesională a satului Alsógagy
     Romano-catolici (48,6%)
     Reformați (21,5%)
     Fără religie (4,67%)
     Greco-catolici (3,74%)
     Necunoscută (21,5%)
Conform recensământului din 2011, satul Alsógagy avea 107 locuitori. Din punct de vedere etnic, majoritatea locuitorilor (100,0%) erau maghiari. Nu există o religie majoritară, locuitorii fiind romano-catolici (48,6%), reformați (21,5%), persoane fără religie (4,67%) și greco-catolici (3,74%). Pentru 21,5% din locuitori nu este cunoscută apartenența confesională.